# تشارلز روشر
تشارلز ج. روشر (17 نوفمبر 1885 - 15 يناير 1974) مصور سينمائي إنجليزي المولد عمل من الأيام الأولى للأفلام الصامتة حتى الخمسينيات، قام بتصوير جميع الأفلام التي قامت ببطولتها من عام 1918 إلى عام 1927 ، قبل حدوث خلاف أثناء إنتاج المتدللة (1929).
كان أول مصور سينمائي يحصل على جائزة الأوسكار إلى جانب كارل ستراس، عن فيلم  قصة بشريين (1927) ، وفاز مرة أخرى عن الرضيع (1946) ، مع ليونارد سميث وآرثر آرلينج. كما تم ترشيحه أربع مرات.

## روابط خارجية
- Charles Rosher في قاعدة بيانات الأفلام على الإنترنت
- Biography in the New York Times